# Apodynerus troglodytes
Apodynerus troglodytes är en stekelart som först beskrevs av Henri Saussure 1856.  Apodynerus troglodytes ingår i släktet Apodynerus och familjen Eumenidae.

## Underarter
Arten delas in i följande underarter:
- A. t. baliensis
- A. t. karimonensis
- A. t. shanensis